# Збогом мојих петнаест година
Збогом мојих петнаест година (фр. Adieu mes quinze ans) француски је омладински роман који је 1960. године објавио књижевни и брачни пар Брижит и Жан-Луи Дебрије под псеудонимом Клод Кампањ. То је узбудљива прича о потрази за изгубљеном породицом, заљубљивању и одрастању. Роман је први пут објављен 1959. године и постигао је велики успех. Преведен је на 11 језика, продато је више од 650.000 примерака, а 1971. године према овом роману снимљена је и популарна француска ТВ серија. Роман је актуелан и данас, пола века након његовог првог објављивања.
На српском језику роман је први пут објављен 1966. године и од тада је доживео неколико издања. Последње издање појавило се 2020. године.

## Главни ликови
Главни јунаци романа су петнаестогодишња девојчица Фани и двадесетогодишњи студент Јан Офланж. Фани и њен старији брат Гијом живе са својим дедом, пензионисаним капетаном Ле Мороом, који их је прихватио када су њихови родитељи страдали у саобраћајној несрећи. Јан је, као трогодишњи дечак, одвојен од родитеља и из Норвешке бродом доспео у Француску, где одраста са женом која га је прихватила, верујући да му је она мајка. Студира право, али почиње да сумња у своје порекло и под утицајем сумњи повлачи се у себе и одустаје од студија. Мучи га сопствена прошлост и највећа му је жеља да открије ко је и одакле је.

## Радња романа
Радња романа почиње на старом имању „Сунчани сат” код Булоња у Француској. На њему живе петнаестогодишња Фани, њен брат Гијом и њихов деда, капетан Ле Мороа. Брат и сестра са дедом живе од када су им родитељи погинули у саобраћајној несрећи. Повремено код њих свраћа и Јан Офланж, тајанствени младић из комшилука. Фани је заљубљена у 20-годишњег студента Јана Офланжа. Једног тренутка почиње да сумња у истинитост приче своје помајке и зато је напушта. Живи сам и ради у близини „Сунчаног сата”. Веома је ћутљив и неприступачан. Затворен је у свом свету и никоме не допушта да му се приближи. Чест је гост на имању и веома воли све његове становнике имања, али своја осећања тешко показује. Посебно га збуњује чудна везаност коју осећа управо према капетану Ле Мороу. Многе је вечери проводи гледајући Фаниног брата Гијома како стрпљиво обрађује дрво и диви се његовој уметности.
Заплет настаје када на имање стигне норвешка девојчица Ингвилд. Од првог сусрета Фани сматра да је Ингвилд уљез. Сигурна је да ће им она пореметити мир у кући. Иако има само 15 година, живот ју је већ научио да неће бити само мажена и пажена. Научила је тешку лекцију да промене могу да одведу ствари у погрешном правцу. Зато се плаши промена које ће Ингвилд унети у њен живот, али је истовремено спремна и да заволи нежељену гошћу, јер је одувек маштала о правој пријатељици. Била је спремна да пружи Ингвилд шансу, мада тешка срца. Испоставља се да је Ингвилд Јанова полусестра. Јан сазнаје да су му родитељи још живи у Норвешкој. Он одлази са Ингвилд а Фани остаје тужна јер бива усамљена, но наставља да му шаље писма.
Роман Збогом, мојих петнаест година је роман о одрастању, али не оном очекиваном. Овде одрастају деца без родитеља. Изгубили су их на различите начине, а опет их то одсуство љубави биолошких родитеља повезује и уводи у свет одраслих, често тежак и пун искушења. Две нити романа увлаче читаоце у размишљање о животу, посебно о периоду преласка из детињства у свет одраслих, свет љубави, очекивања, али и разочарања и страдања.

## Награде
Роман је награђен Великом наградом Федерације родитеља студената гимназија и колеџа Француске (Grand Prix de Littérature de la Fédération des Parents d'Elèves des Lycées et Collèges de France).

## Екранизација
Године 1971. према роману Збогом мојих петнаест година снимљена је ТВ серија од 19 епизода. Серија је постигла велику популарност и више пута је приказивана у Француској.